# Domolasioptera acuario
Domolasioptera acuario är en tvåvingeart som beskrevs av Wunsch 1979. Domolasioptera acuario ingår i släktet Domolasioptera och familjen gallmyggor.
Artens utbredningsområde är Colombia. Inga underarter finns listade i Catalogue of Life.